# Ivi Adamou
Ivi Adamou (en griego: Ήβη Αδάμου; nacida el 24 de noviembre de 1993) es una cantante chipriota que se hizo famosa en Grecia tras participar en la segunda temporada del X Factor heleno. Ivi grabó su primer disco, Kalokairi Stin Kardia con Sony Music Grecia en 2010. En 2012, Ivi Adamou fue la representante de Chipre en el Festival de Eurovisión, en Bakú, Azerbaiyán.

## Participación en elFactor X
En las 12 semanas que permaneció en el concurso, Ivi interpretó las siguientes canciones:
- Semana 1 (30 de octubre de 2009): "Just Dance" - Lady Gaga
- Semana 2 (6 de noviembre de 2009): "Just Like a Pill" - Pink
- Semana 3 (13 de noviembre de 2009): "Because of You" - Kelly Clarkson
- Semana 4 (20 de noviembre de 2009): "Papa Don't Preach" - Madonna
- Semana 5 (27 de noviembre de 2009): "When I Grow Up" - Pussycat Dolls
- Semana 6 (4 de diciembre de 2009): "Hurt" - Christina Aguilera
- Semana 7 (11 de diciembre de 2009): "Halo" - Beyoncé
- Semana 8 (18 de diciembre de 2009): "All I Want for Christmas Is You"/"Xristougenna" - Mariah Carey / Despina Vandi
- Semana 9 (31 de diciembre de 2009): "Celebration" - Madonna
- Semana 10 (8 de enero de 2010): "I Love Rock 'N Roll" - Arrows / Joan Jett / Britney Spears
- Semana 11 (15 de enero de 2010): "Hush Hush" - Pussycat Dolls
- Semana 12 (22 de enero de 2010): "The Voice Within" - Christina Aguilera

## TrasFactor X
Aunque no llegó a ser finalista del concurso, Ivi consiguió un contrato con Sony Music Grecia. Su eliminación del show fue motivo de disputa entre los miembros de la discográfica y su mentor, Giorgos Theofanus. 
En junio de 2010, Ivi lanzó su primer EP, Kalokairi Stin Kardia, que obtuvo la certificación de disco de oro en Grecia, vendiendo más de 6.000 copias, y del que salieron tres singles, Sose Me (Sálvame), A*G*A*P*I (Amor), y To Mistiko Mou Na Vreis (Encuentra mi secreto).
Ivi colaboró en San Erthei I Mera, sencillo del grupo de hip hop griego Stavento que se convirtió en el hit del verano en Grecia permaneciendo durante 20 semanas en el top 5 y vendiendo más de sesenta mil descargas legales. Durante el verano, Ivi hizo una gira en el país con el grupo.
A finales de año, colaboró con el coro "Spiros Lambrou" en su segundo EP, Christougenna Me Tin Ivi Adamou (Christmas with Ivi Adamou en el extranjero), que vendió 50.000 copias en Portugal.

## Eurovisión
Ivi fue anunciada el 5 de agosto de 2011 por la televisión de Chipre como representante del país en el Festival de Eurovisión 2012, en Bakú, Azerbaiyán. El 25 de enero se celebró la final nacional en la que de entre tres canciones se eligió la que defendería Ivi en Bakú, en mayo de 2012. Las 3 canciones que mostró Ivi al público chipriota fueron:
- 1. "La La Love"
- 2. "You Don't Belong Here"
- 3. "Call The Police".

La elegida por mayoría absoluta fue La La Love. Superó la semifinal en el festival, celebrado en mayo, y en la final quedó en el 15º puesto con 65 puntos, a pesar de ser una de las grandes favoritas, sobre todo para España, Grecia y Suecia, que superó el top 10 de ventas. Además, Ivi consiguió ser tendencia en Twitter con el hashtag #IviAdamouReturnsToESC13. Actualmente La La Love está en el primer puesto para ser canción del verano en Europa FM. Además Ivi ha hecho 4 conciertos en España y acudió a Madrid, donde fue entrevistada por el portal ESCDaily.com, especializado en Eurovisión, donde afirmó que por el momento no volvería a Eurovisión en 2013 pero no descataría volver en unos 3 años. También hizo una aparición en el famoso programa Sálvame, donde cantó La La Love e hizo un encuentro digital acompañada de fanes, en el que ha afirmado que le encanta España. Asimismo, ha tenido mucho éxito en Suecia, donde ha dado un gran número de conciertos, y ha llegado al #1 en Itunes desbancando a la propia Loreen ganadora del concurso.

## Tras Eurovisión
Después del éxito de "La La Love" lanzó la versión en inglés de Fige llamada Madness junto a TU y a finales de noviembre salió Ase Me (Déjame) colaborando con Kleopatra (Integrante femenina del grupo Stavento).
El 27 de febrero se lanzó su sencillo junto con el DJ español Marsal Ventura llamado Time To Love que se estrenó en la radio  Flaix Fm.

## Vida personal
En junio de 2018 tuvo su primer hijo, una niña, con su pareja Mixhalis Kouinelis.

## Discografía

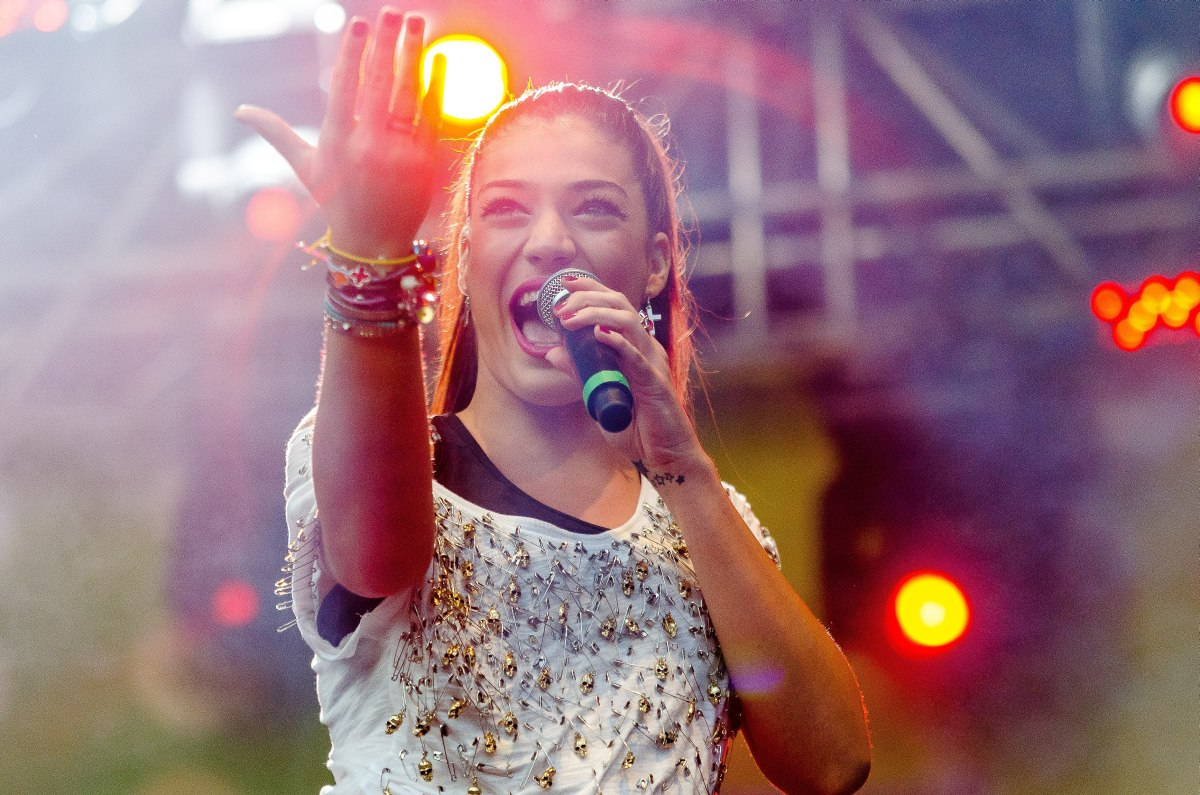
Ivi Adamou en el Rix FM Festival 2012 en Växjö.

### Álbumes de estudio
- San Ena Oneiro[7] (2011)

### EP
- Kalokairi Stin Kardia (2010)
- Christmas with Ivi Adamou (2010)

### Sencillos
- "A*G*A*P*I*" (Crashing Down)
- "Sose Me" (Lights On)
- "San Erthi I Mera" (con Stavento)
- "To Mistiko Mou Na Vreis" (I Can't Help It)
- "Krata Ta Matia Sou Kleista" (con Melisses)
- "Kano Mia Euxi"
- "La La Love"
- "Call The Police"
- "Madness"  (con TU)
- "You Don't Belong Here"
- "Voltes Sta Alteria"
- "Ase Me" feat Kleopatra.
- "Den Iparxeis"
- "Time To Love" feat Marsal Ventura
- "Avra"
- "Na Sou Tragoudu"
- "Ponane Oi Agapes"

## Giras
- Verano 2010, con Stavento
- Verano 2011, con Melisses
- Verano 2012. La La Tour 2012, alrededor de varios países europeos, en los que se encuentran: Grecia, Chipre, España, Suecia y Albania.